# マイ・デーモン
マイ・デーモン（朝鮮語: 마이데몬）は、韓国SBSで2023年11月24日から2024年1月20日まで放送されたテレビドラマ。

## 登場人物

### 主要人物
- ト・ドヒ：キム・ユジョン
- チョン・グウォン：ソン・ガン
- チュ・ソクフン：イ・サンイ
- チュ・チョンスク：キム・ヘスク

## スタッフ
- 演出：キム・ジャンハン、クォン・ダソム
- 脚本：チェ・アイル